# Andrzej Bobiec
Andrzej Bobiec – polski biolog, dr hab. nauk biologicznych, profesor uczelni Instytutu Nauk Rolniczych, Ochrony i Kształtowania Środowiska, Kolegium Nauk Przyrodniczych Uniwersytetu Rzeszowskiego.

## Życiorys
W 1986 ukończył studia leśnictwa w Akademii Rolniczej im. Hugona Kołłątaja w Krakowie, 26 października 1996 obronił pracę doktorską Analiza struktury przestrzennej wybranych zbiorowisk leśnych Puszczy Białowieskiej, 26 lutego 2013 habilitował się na podstawie pracy zatytułowanej Czynniki naturalne i antropogeniczne kształtujące odnowienie i rozwój lasów liściastych siedlisk świeżych i wilgotnych Białowieskiego Parku Narodowego.
Został zatrudniony na stanowisku profesora nadzwyczajnego w Katedrze Agroekologii i Architektury Krajobrazu na Wydziale Biologicznym i Rolniczym Uniwersytetu Rzeszowskiego.
Był członkiem Komitetu Ochrony Przyrody  PAN.
Jest profesorem uczelni w Instytucie Nauk Rolniczych, Ochrony i Kształtowania Środowiska, Kolegium Nauk Przyrodniczych Uniwersytetu Rzeszowskiego.